# 穆斯克龙区
穆斯克龙区（法語：Arrondissement de Mouscron）是比利時瓦隆大区埃諾省的一个旧区。該旧區曾轄下2個市鎮，面積101.17平方千米，2017年人口為75,875人。2019年，该区与圖爾奈區合并为图尔奈-穆斯克龙区。

## 市鎮
穆斯克龍區曾下辖以下市鎮：
- 科米讷-瓦尔讷通（Comines-Warneton）
- 穆斯克龙（Mouscron）